# استئصال بالتبريد

الاستئصال القَرّي (أو الاستئصال البَردي أو الاستئصال بالتبريد) إجراء يستخدم البرد الشديد لتدمير الأنسجة. تُستخدم في الاستئصال القَري إبر جوفاء (مسابير) توجه من خلالها السوائل المبرَّدة والموصِلة حرارياً. يوضع المسبار قرب النسيج المستهدف لتؤدي عملية التبريد إلى تدمير النسيج المصاب. عند وضع المِجسات في مكانها، تُبرد «وحدة التبريد» المرفَقة  طرف المجس (تزيل حرارة طرف المجس) ويمتد التبريد إلى الأنسجة المحيطة.
تُستأصل الأنسجة المبردَة عبر ثلاث آليات على الأقل:
1. تتشكل بلورات الجليد داخل الخلايا ما يعطل عمل الأغشية الخلوية، وتتوقف عملية الاستقلاب  الخلوي وغيرها من العمليات.
2. يتخثر الدم فتنقطع التروية الدموية للأنسجة ويحدث الإقفار وتموت الخلايا.
3. تحريض الشلال الذي يؤدي إلى الموت الخلوي المبرمج.

التطبيق الأشيع للاستئصال القري هو استئصال الأورام الصلبة في الرئة والكبد والثدي والكلى والبروستات. واستخداماته في البروستات والكلى هي الأكثر شيوعًا. يطبق في بعض الأحيان في الجراحة القَرية التنظيرية أو المفتوحة، إلا أنه في أغلب الوقت يُجرى عبر الجلد (من خلال الجلد وصولًا إلى الأنسجة المستهدفة التي تحتوي على الورم) على يد معالج طبي متخصص، كأخصائي الأشعة التداخلية مثلًا.

## البروستاتا
استخدام الاستئصال القري في أورام البروستاتا فعال بشكل معتدل، لكنه كأي عملية استئصال للبروستات، يمكن أن يؤدي إلى العجز الجنسي. يستخدم استئصال البروستات بالتبريد عند ثلاث فئات من المرضى:
1. يستخدم كعلاج أولي للمرضى الذين تكون الوظيفة الجنسية أقل أهمية بالنسبة لهم أو المرضى غير المرشحين لاستئصال البروستات خلف العانة الجذري (الاستئصال الجراحي للبروستات).
2. كعلاج إنقاذي للمرضى عند فشل المعالجة الإشعاعية الداخلية (استخدام «البذور» المشعة التي تُزرع داخل البروستات) أو المعالجة الإشعاعية الخارجية.
3. في العلاج البؤري للأورام الصغيرة المتفرقة عند المرضى الأصغر سنا.

## سرطان العظام
دُرس استخدام الاستئصال القري كبديل للاستئصال الراديوي في علاج الآلام المتوسطة إلى الشديدة عند المرضى المصابين بالنقائل العظمية. تُراقب منطقة تدمير الأنسجة الناتجة عن هذه التقنية بشكل أكثر فعالية عن طريق التصوير المقطعي المحوسب مقارنةً بالاستئصال الراديوي، وهي ميزة عند معالجة الأورام المجاورة للبنى الحرجة.

## الكلية
للاستئصال القري نتائج مماثلة للاستئصال الراديوي عند علاج سرطانة الخلية الكلوية.

## سرطان الثدي
يكون الاستئصال القري لسرطان الثدي ممكنًا في الأورام الصغيرة فقط. غالبًا ما نلجأ للجراحة بعد الاستئصال القري. منذ عام 2014، يلزم إجراء مزيد من البحوث قبل أن نكون قادرين على استبدال استئصال الكتلة الجراحي بالاستئصال القري. 

## القلب
يستخدم نوع آخر من الاستئصال القري لاستعادة التوصيل الكهربائي الطبيعي في القلب عن طريق تبريد الأنسجة أو مسارات القلب التي تؤثر على الانتشار الطبيعي للنبضات الكهربائية في القلب. يستخدم الاستئصال القري في نوعين من التداخل العلاجي للانظميات القلب: (1) الإجراءات عبر القثطرة  و(2) العمليات الجراحية.
القثطرة أنبوب رفيع جدًا يُدخَل في الوريد في ساق المريض ويصل إلى القلب إذ يوصل الطاقة لعلاج عدم انتظام نبضات القلب (اللانظميات القلبية). في العمليات الجراحية، يُستخدم مسبار مرن بشكل مباشر على القلب المكشوف ليُقدم الطاقة التي توقف اللانظميات القلبية. من خلال تبريد طرف قثطرة الاستئصال القري (العلاج القلبي الباطني) أو المسبار (جراحة القلب) إلى درجات حرارة دون الصفر، تتأثر الخلايا القلبية المسؤولة عن حدوث اللانظميات القلبية وتتوقف عن توليد النبضات الكهربائية.

## الورم الغدي الليفي
يستخدم حاليًا الاستئصال القري في علاج الورم الغدي الليفي في الثدي. وهي أورام حميدة تصيب نحو 10% من النساء (بين 15-30 عامًا).
في هذا الإجراء الموافق عليه من قبل إدارة الغذاء والدواء الأمريكية، يُدخل مسبار التبريد في الورم الليفي موجَهًا بالتصوير بالموجات فوق الصوتية وتُستخدم بعدها درجات حرارة منحفضة جدًا لتدمير الخلايا غير الطبيعية. تُمتص الخلايا المدمرة في الجسم مع مرور الوقت. يمكن إجراء هذه التقنية في عيادة الطبيب تحت التخدير الموضعي وتترك ندبات بسيطة مقارنةً بالجراحة المفتوحة.

## إجراءات باستخدام القثطرة
يمكن استخدام تقنيات استئصال مختلفة بمساعدة القثطرة وتندرج هذه الإجراءات عمومًا في فئتين: (1) الإجراءات الباردة  ويستخدم فيها تبريد الأنسجة لعلاج اللانظميات القلبية، و(2) الإجراءات الحارة وتستخدم فيها درجات حرارة عالية للتأثير على الأنسجة الموصلة غير الطبيعية في القلب.
تُستخدم درجات الحرارة المنخفضة  في الاستئصال القري لتهدئة أو تجميد الخلايا التي توصل النظم القلبي غير الطبيعي. تزيل القثطرة الحرارة من الأنسجة لتبريدها إلى درجات منخفضة تصل إلى -75 درجة مئوية. يسبب هذا تندبًا موضعيًا في النسيج القلبي يقطع مسارات التوصيل غير المرغوب فيها.
تُعد هذه التقنية علاجًا حديثًا للتسرع القلبي فوق البطيني الذي يشمل العقدة الأذينية البطينية مباشرة. التسرع القلبي فوق البطيني الذي يشمل العقدة الأذينية البطينية مضاد استطباب للاستئصال الراديوي بسبب خطر تأذي العقدة الأذينية البطينية، ما يجعل المرضى بحاجة إلى استخدام جهاز تنظيم ضربات القلب الدائم (ناظم الخطا القلبي). بالاستئصال القري، يمكن تعيين مناطق الأنسجة المراد معالجتها، وتحديدها بالتبريد المحدود والعكوس (حتى درجة -10 مئوية) إذا كانت النتيجة غير مرغوبة، تُمكن تدفئة الأنسجة مجددًا دون حصول تلف دائم. بالمقابل، يُستأصل النسيج بشكل دائم عند تجميده إلى درجة حرارة منخفضة (-73 درجة مئوية مثلًا).
أحدثت هذه التقنيات ثورة في علاج اللانظميات القلبية التسارعية الناتجة عن إعادة الدخول بالعقدة الأذينية البطينية  وغيرها من اللانظميات التسارعية الناتجة عن العقدة الأذينية البطينية. إذ أعطت فرصة علاج للأشخاص الذين لا يمكن إجراء الاستئصال الراديوي لهم. طُورت هذه التقنية في معهد مونتريال للقلب في أواخر التسعينيات. طُبقت بنجاح في أوروبا في عام 2001، وفي الولايات المتحدة في عام 2004 بعد «التجربة الثلجية».
في عام 2004، أصبحت هذه التقنية رائدة في الغرب الأوسط للولايات المتحدة في مستشفى ميامي فالي في دايتون بأوهايو على يد الطبيب مارك كريبس، والممرضَين ماثيو هوسكينز وكين بيترمان. نجح خبراء الفيزيولوجيا الكهربائية هؤلاء في علاج أول 12 مرشحًا للعلاج في منشأتهم. 
الاستئصال القري لعلاج اللانظميات التسارعية الناتجة عن إعادة الدخول في العقدة الجيبية الأذينية وغيرها من اللانظميات القلبية هو تقنية تتصف ببعض العيوب. خلصت دراسة حديثة إلى أن مدة إجراء الاستئصال القري أعلى قليلاً في المتوسط مقارنةً بمدة الإجراء التقليدي الذي يستخدم الترددات الراديوية (المعتمد على الحرارة). كان معدل فشل المعدات باستخدام هذه التقنية أعلى. أخيرًا، على الرغم من أن معدل نجاح هذه التقنية على المدى القريب يماثل العلاج الراديوي، يبدو أن معدل النكس في الاستئصال القري أعلى بكثير على المدى الطويل.

## اختبار الموقع
يمكن من خلال العلاج القري إنتاج حصار كهربائي مؤقت عن طريق تبريد الأنسجة التي نشك بأنها تسبب اللانظميات القلبية. يسمح هذا للطبيب بالتأكد من أن صحة الموقع قبل تعطيله نهائيًا. يُشار إلى القدرة على اختبار الموقع بهذه الطريقة باسم اختبار الموقع أو وضع الخارطة.
عند استئصال الأنسجة القريبة من العقدة الأذينية البطينية (وهي مركز توصيل يحمل النبضات الكهربائية القلبية من الأذينتين إلى البطينين)، هناك خطر حصول حصار القلب الدائم، أي توقف النقل الكهربائي الطبيعي من الأذينتين إلى البطينين. مقارنةً بالاستئصال الراديوي (بالحرارة)، يكون احتمال حدوث الحصار القلبي الدائم عند معالجة الأنسجة القريبة من العقدة الأذينية البطينية بالاستئصال القري أقل.